# Chrzanów
Chrzanów er en by i voivodskab małopolskie i det sydlige Polen, omkring 36 km vest for Kraków. Byen ligger ved floden Chechło. Chrzanów har 39.452 indbyggere. Byen er administrativt sæde for et powiat samt for kommunen Chrzanów.

## Historie
- Indtil 1809

Byen blev først nævnt i 1178 som en lille træborg. I 1241 blev træborgen Chrzanów brændt ned af mongolske horder som havde invaderet Polen. Borgen blev genopbygget og nævnt i kilder for sidste gang i 1287. Den egentlige by blev grundlagt i midten af 1300-tallet. Chrzanów var en åben by uden bymure eller volde. Byen var også privat ejet, den første byejer var Ligęza familien (indtil ca. 1640). I løbet af 1600- og 1700-tallet var byen ejet af familien Dębiński, familien Stadnicki og familien Ossoliński. Under svenskekrigene 1654-1688 blev byen plyndret og delvist brændt ned af svenske tropper. I 1600-taller slog de første jøder sig ned i byen. I midten af 1700-tallet fik det voksende mosaiske trossamfund sin egen begravelsesplads og en synagoge. I 1795 blev byen besat af østrigske tropper og indlemmet i det habsburgske rige som en by i det nye østrigske Kongerige Galicien. I 1804 købte hertug Albert Kasimir af Sachsen-Cieszyn (søn til den polske konge August III) byen som han ejede indtil sin død i 1822. Hertugen testamenterede Chrzanów til ærkhertug Karl Ludwig Habsburg af Østrig, som i 1826 solgte Chrzanów videre til familien Mieroszewski.
- 1809-1939

Fra 1809 til 1815 tilhørte Chrzanów Hertugdømmet Warszawa, og fra 1815 til 1846 Fristaden Kraków. I 1846 efter en polsk opstand blev Fristaden indlemmet i Østrig, mens England protesterede forgæves. Derefter tilhørte Chrzanów Storhertugdømmet Kraków som var underlagt østrigsk styre. I 1856 blev der bygget en jernbanelinje mellem Kraków og Wien og Chrzanów fik sin jernbanestation og en direkte forbindelse med Østrigs hovedstad. Samme år blev byen solgt til en gruppe af forretningsmænd, hvor de ene, Emanuel Loewenfeld, blev den eneste byejer. Familien Loewenfeld (og deres slægtninger) ejede byen helt til krigens udbrud i 1939 (i princippet indtil 1945 hvor deres besiddelser blev overtaget af det kommunistiske Polen). I 1918 efter Østrig-Ungarns sammenbrud blev Chrzanów atter genforenet med Polen. Byen blev et administrativt sæde for et powiat (siden 1853/54). I 1911 fik byen sit første gymnasium og i 1920erne blev en lokomotivfabrik bygget i byen. Den Første Lokomotivfabrik i Polen, som den hed, gjorde byen velkendt i Polen og i udlandet og den var byens største arbejdsplads hvilket betød meget for den lokale økonomi. I mellemkrigsårene fik byen også et moderne sygehus. Byens udvikling startede for alvor i 1893 da den daværende ejer, Henryk Loewenfeld, solgte en del af sit gods til byrådet. På dette område blev en bred hovedgade, Aleja Henryka, bygget og udsmykket med flere interessante bygninger. Udviklingen fortsatte efter 1. verdenskrig hvor der i 1920'erne og i 1930'erne blev bygget flere nye bygninger (inkl. en ny gymnasiumbygning og et villakvarter i den syd-vestlige del af byen).
- Siden 1939

I september 1939 blev byen besat af tyske tropper og i oktober samme år blev den indlemmet direkte i Det Tredje Rige. I 1940 dannede tyskerne en ghetto for byens jødiske befolkning (som før krigen udgjorde omkring 50% af byens indbyggertal). Ghettoen var ikke omringet af en mur, som i andre polske byer, men det var ikke destomindre tilladt for dens jødiske beboere at forlade kvarteret. Flere af byens polske beboere fik sine huse konfiskeret. De blev overgivet til tyskere som blev sendt til Chrzanów af besætelsesmagten. I 1941 ændrede tyskerne det urpolske bynavn til noget mere tysk-præget Krenau. På dette tidspunkt ødelagde man også en del af den jødiske begravelsesplads hvor tyskerne byggede en strategisk vej. I 1943 blev der enden på det mosaiske trossamfund i Chrzanów: Tyskerne besluttede at deportere alle byens jøder til den nærliggende dødslejr i Auschwitz. I januar 1945 blev byen besat af sovjetiske tropper. Kort efter overtog kommunisterne magten i byen. Alt modstand blev slået ned. I efterkrigsperioden byggede man flere nye blokker rundt omkring i byen for voksende indbyggerstal. Under krigen tabte byen omkring halvdelen af befolkningen. Som følge af landets ny administrative opdeling, tabte byen i 1975 sin status som administrativt sæde for et powiat (distrikt). Den fik Chrzanów igen i 1999.

## Seværdigheder
- Skt. Nikolajs kirke (oprindeligt fra middelalderen men ombygget i årene 1912-1914) med et fristående klokketårn,
- Skt. Johannes Døberens kirke i bydelen Kościelec (oprindeligt gotisk men ombygget i 1843),
- Museum (i en historisk byging fra 1500-tallet; museet har en interessant samling af udstillingsgenstande om byens historie),
- Nyklassicistisk Loewenfelds Mausoleet på den katolske kirkegård fra omkr. 1898-1900,
- Jødisk begravelsesplads fra 1800-tallet,
- Gamle huse på Rynek (torvet) fra 1800- og 1900-tallet,
- Sejrens- og Frihedens mindesmærke på plac Tysiąclecia (lokalt kendt som "Ørnen"),
- Den gamle Bankbygning fra 1895 i Aleja Henryka.

## Chrzanóws borgmestre
Borgmesterembedet i Chrzanów blev indført i 1867 og bestod indtil 1950 hvor det blev nedlagt af kommunisterne. I 1990 blev borgmesterembedet genindført i Chrzanów.
 Liste over Chrzanóws borgmestre:
STORHERTUGDØMMET KRAKÓW (UNDER ØSTRIG), INDTIL 1918:
- 1867-1868: Jakub Janikowski

- 1868-1870: Jan Rzepecki

- 1870-1874: Antoni Głowacki

- 1874-1881: Jan Rzepecki

- 1883-1886: Antoni Głowacki

- 1886-1888: Jan Rusek

- 1888-1899: Jan Oczkowski

- 1899-1912: Dr. Zygmunt Keppler

- 1912-1918: Jan Grzelewski

DEN ANDEN POLSKE REPUBLIK, 1918-1939:
- 1918-1920: Dr. Tadeusz Janikowski (midlertidig borgmester)

- 1920: Józef Oczkowski

- 1920-1925: Mikołaj Bytomski

- 1925-1927: udvalgsforvaltning

- 1927-1932: Mikołaj Bytomski

- 1932-1934: Jan Grzelewski

- 1934-1939: Professor Tadeusz Gdula

TYSK BESÆTTELSE, 1939-1945:
- 1939: Sergent Nolke (midlertidig borgmester)
- 1939-1944: Dr. Josef Gründler

FOLKEREPUBLIKKEN POLEN, 1945-1989:
- 1945: Zygmunt Oczkowski (midlertidig borgmester)

- 1945: Piotr Szarek

- 1945-1947: Józef Wasserstrom

- 1947-1948: Franciszek Grohs

- 1948-1950: Franciszek Kobielski

DEN TREDJE POLSKE REPUBLIK, FRA 1989:
- 1990-1991: Wojciech Sala

- 1991-1998: Aleksander Grzybowski

- 1998-2002: Ryszard Zieliński

- 2002-2014: Ryszard Kosowski

- 2014-2015: Marek Niechwiej

- 2015/2016: udvalgsforvaltning

- 2016-2018: Ryszard Kosowski

- Fra 2018 Robert Maciaszek

## Transport
Chrzanów har bus- og jernbane forbindelser til Kraków og busforbindelse til Katowice.
Motorvejen A4 forbinder byen til både Kraków (inkl. Krakóws lufthavn i Balice) og Katowice.

## Berømte bysbørn
- Wacław Karaś (1887-1942), komponist og dirigent
- Filip Müller (1867-1951), general
- Marian Konarski (1909-1998), maler
- Andrzej Grabowski (f.1952), aktør
- Leszek Nowak (f. 1964), musiker
- Zbigniew Wąsiel (f. 1966), billedhugger
- Mariusz Jakus (f. 1967), aktør